# Hajdu Helga
Hajdu Helga (Hajdú Anna Helga) (Kamenica, 1907. május 11. – Budapest, 1970. július 12.) irodalomtörténész, egyetemi tanár, könyvtáros, az irodalomtudományok kandidátusa (1952).

## Életpályája
A Pécsi Tudományegyetemen filológiát tanult. 1931-ben doktorált. Ösztöndíjjal hosszabb időt töltött Berlinben és Bécsben 1931-ben. 1931–1932 között a párizsi École des Chartes-on kodikológiai tanfolyamot végzett. Hazatérése után 1934–1941 között a budapesti Erzsébet Nőiskola leánygimnáziumának tanára volt. 1941–1944 között a Kolozsvári Állami Leánygimnázium rendes tanára volt. 1945–1950 között az Országos Széchényi Könyvtár Kézirattára könyvtáros tisztje, 1950–1952 között csoportvezető főtisztje, 1954–1958 között a Kézirattár vezetője, 1958–1962 között a Muzeális Főosztály vezetője volt. 1947-ben a régi német irodalom tárgyköréből szerzett magántanári képesítést a budapesti tudományegyetemen. 1947–1952 között a Pázmány Péter Tudományegyetem, illetve az Eötvös Loránd Tudományegyetem Bölcsészettudományi Kar magántanára volt. 1951–1954 között az egyetemi szintű könyvtárosképzés keretében paleográfiát tanított. 1952-től az Eötvös Loránd Tudományegyetem címzetes egyetemi docense volt. 1968-ig rendszeresen oktatott az Eötvös Loránd Tudományegyetemen.
Kutatásainak területe a középkori német irodalom volt. A gimnáziumok számára Thienemann Tivadarral írt tankönyve 1937-től több kiadásban jelent meg.

## Családja
Római katolikus, német származású családban született. Szülei: Hajdú Mihály honvédezredes és Hirsch Anna voltak. Első férje, Hantos Gyula (1903–1945) közgazdász, geográfus, térképész volt. Második férje, Juhász László (1905–1970) műfordító, klasszika-filológus volt.
Sírja az Új köztemetőben található.

## Művei
- Lesen und Schreiben im Spätmittelalter (egyetemi doktori értekezés, Pécs, 1931)
- Das mnemotechnische Schrifttum des Mittelalters (Bécs–Amszterdam, 1936)
- Német olvasó- és gyakorlókönyv. Leánygimnáziumok 1–5. osztálya számára. I–V. kötet (Budapest, 1938–1942; 2. kiadás: 1940–1944; 3. kiadás: 1945–1946)
- Geschichte der deutschen Sprache und Literatur von den Anfängen bis zum Ende des XVII. Jahrhunderts. 1–2 (egyetemi jegyzet; Budapest, 1951)
- Soproni vonatkozású német kéziratok az Országos Széchényi Könyvtárban. 1–2. (Soproni Szemle, 1957–1958)
- Levél Drezdából Sopronba, 1655-ben (Soproni Szemle, 1958)
- Régi német irodalom (egyetemi jegyzet, Budapest, 1958, 6. kiadás: 1964)
- A kézirattár gyarapodása a felszabadulás óta (Országos Széchényi Könyvtár Évkönyv, Budapest, 1959)
- Az Országos Széchényi Könyvtár francia nyelvű köteles kéziratainak katalógusa (összeállította; Budapest, 1960)
- Tessedik- kéziratok az Országos Széchényi Könyvtárban (Filológiai Közlöny, 1965)
- A német irodalom történetének áttekintése kezdeteitől a XV. század végéig (egyetemi jegyzet; Budapest, 1966; 3. kiadás: 1974; 6. kiadás: 1985; 7. kiadás: 1989; 9. kiadás: 1991; 11. kiadás: 1993; 12. kiadás: 1995; 15. kiadás: 1999; 16. kiadás: 2000; 17. kiadás: 2002)
- Zwei Handschriften aus dem Bodenseeraum in Ungarn. Bruckner, Alberttel (Schriften des Vereins für Geschichte des Bodensees und seiner Umgebung. Lindau, 1968)

## Díjai
- Munka Érdemérem (1954)[5]